# 百済永継
百済 永継（くだら の ながつぐ、生没年未詳）は、平安時代初期の女性。藤原真夏·藤原冬嗣·良岑安世の母。藤原内麻呂の最初の妻で、後に桓武天皇の後宮で女官となった。

## 経歴
父は正五位下の飛鳥部奈止麻呂（安宿奈止麿とも）という、河内国安宿郡（現大阪府羽曳野市）を本拠とする渡来人系の貴族であった。安宿郡は光明皇后や安宿王など藤原氏と縁が深いとされている土地であった。
当初、光仁朝にて藤原内麻呂の妻となり、宝亀5年（774年）長男の真夏を、翌宝亀6年（775年）次男の冬嗣を儲けた。冬嗣出産から安世出産までの間に永継が子を儲けた記録がないこと、その間に内麻呂の別の妻が子を産んでいることから、永継が宮中に出仕して桓武天皇に寵愛される以前に内麻呂との婚姻関係は終了していた、とする説がある（栗原弘）。
後に桓武天皇の後宮となった。永継を後宮に入れたことについて、同じ百済系渡来氏族で先に後宮に入っていた百済王明信が、一族の娘と同じように「百済姓」を名乗らせて出仕させたとする見方がある。のちに天皇の寵愛を受け、延暦4年（785年）皇子を儲けた。しかし、この皇子は良岑朝臣姓を賜与されて臣籍降下し良岑安世と名乗った。

## 系譜
- 前夫:藤原内麻呂
  - 長男：藤原真夏（774-830）
  - 次男[2]：藤原冬嗣（775-826）
- 後夫:桓武天皇
  - 男子：良岑安世（785-830） - 良岑氏祖